# Richard Parker
Richard Guy Parker (Wisconsin, 1956) é um antropólogo, sociólogo, sexólogo e brasilianista estadunidense.
Atualmente é professor titular e chefe do Department of Sociomedical Sciences e diretor do Center for Gender, Sexuality and Health na
Mailman School of Public Health da Universidade Columbia em Nova Iorque , professor Adjunto no Instituto de Medicina Social (IMS) da Universidade do Estado do Rio de Janeiro (UERJ) e Diretor Presidente do Associação Brasileira Interdisciplinar da Aids. 

## Formação
Graduou-se em Antropologia em 1980 na Universidade da Califórnia (UC), Berkeley. Em 1988 obteve o doutorado na mesma Universidade. Em 1990 conclui o pós-doutorado na Universidade Federal do Rio de Janeiro (UFRJ), tornando-se um dos mais referenciados (re)leitores de Gilberto Freire e de Roger Bastide, pais da antropologia brasileira. 

## Obras

### Corpos, prazeres e paixões
Richard Parker havia chegado ao Brasil pela primeira vez em 1983, para realizar um estudo sobre cultura e poder, tendo o Carnaval como pano de fundo. A questão da emergência palpitante da sexualidade nesta festa popular não demorou a se impor, prevalecendo em relação aos demais aspectos e redefinindo não apenas o objeto de investigação, mas o tema da pesquisa. Aprofundando-se nas questões de gênero e poder, tendo como leituras de apoio Gilberto Freire e Roger Bastide, a pesquisa foi sendo enriquecida no doutorado e pós-doutorado e acabou sendo publicada em 1991, pela Editora Best Seller (São Paulo), com o título de Corpos, prazeres e paixões: a cultura sexual no Brasil contemporâneo.
O trabalho se inicia fazendo alusão aos mitos de origem e aos primeiros escritores - como Pero Vaz de Caminha e Américo Vespúcio - que já citavam a sensualidade "inocente" e "natural" dos nativos e o caráter edênico da terra.
Com os relatos dos viajantes, como Hans Staden, surje a "demonização" do mundo tropical, ao se falar nos hábitos grotescos dos selvagens, no incesto e no canibalismo, o maior dos tabus para a cultura européia. 

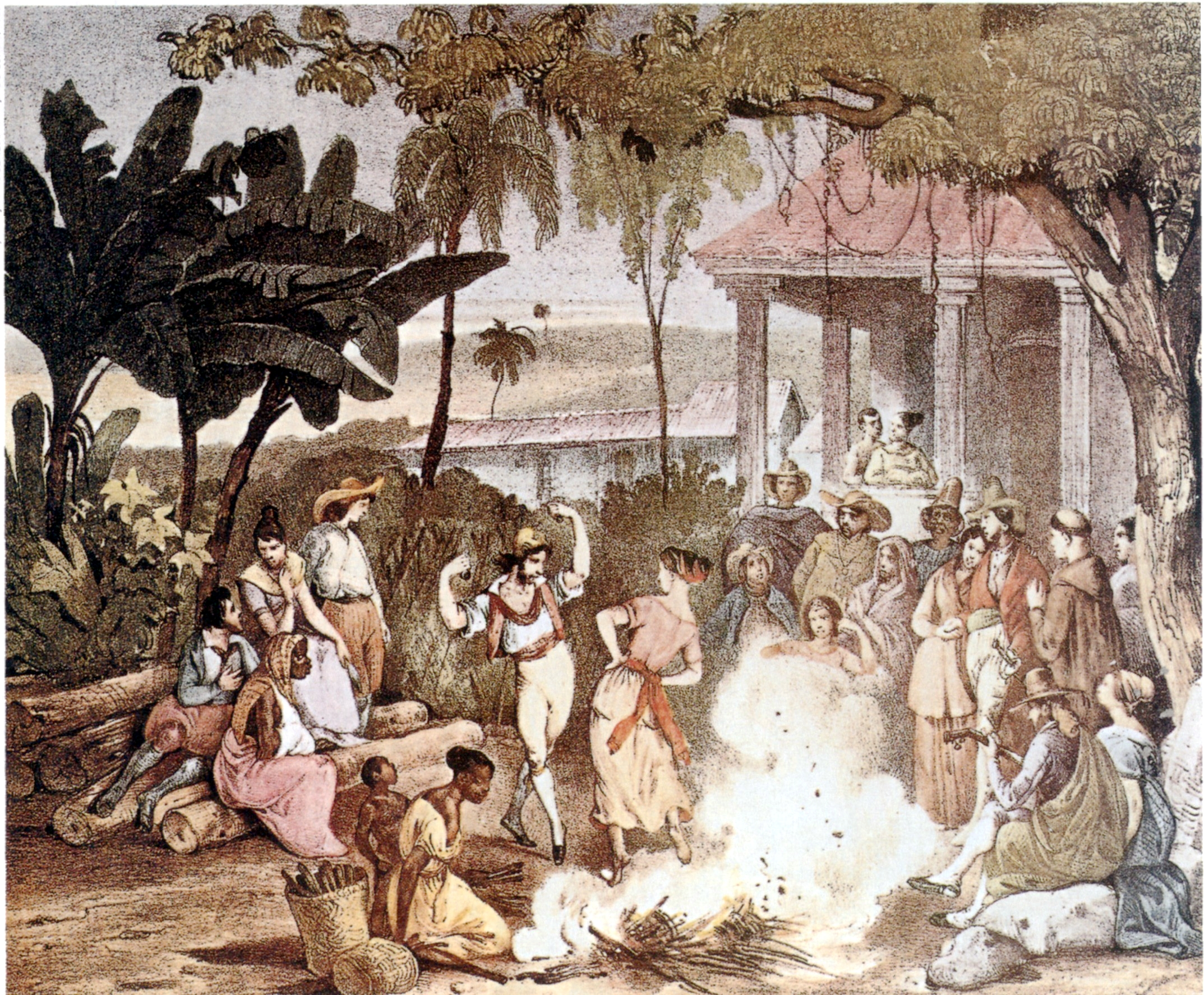
Johann Moritz Rugendas, a dança do lundu, 1835

Parker cita os autores do século XIX e depois os modernistas, que tentam estabelecer o "caráter do brasileiro". Retrato do Brasil, de Paulo Prado (1928) é o contraponto ao nacionalismo ufanista e ao indigianismo dos românticos do século XIX; em grande medida, é também um contraponto a Macunaíma, de Mário de Andrade. Prado mostra o pessimismo da elite dirigente do país e já prenuncia Claude Lévi-Strauss (Tristes trópicos, 1955). 
Ao retomar Gilberto Freire, e o clássico Casa Grande & Senzala, o fará sob a perspectiva do determinismo da mestiçagem na alma brasileira.
Explorará a sociedade patriarcal e a sexualidade latente que existe na relação entre as diferentes etnias, o gênero ligado ao poder, normas e perversões e, finalmente, gênero e sexualidade.
Na casa grande - fortaleza para os membros masculinos da família e prisão para os membros femininos - o patriarca tem poder de vida e morte em relação aos dependentes e agregados, sendo que a esposa lhe é completamente submissa. A exagerada polarização entre os sexos engendra o duplo padrão de moralidade.

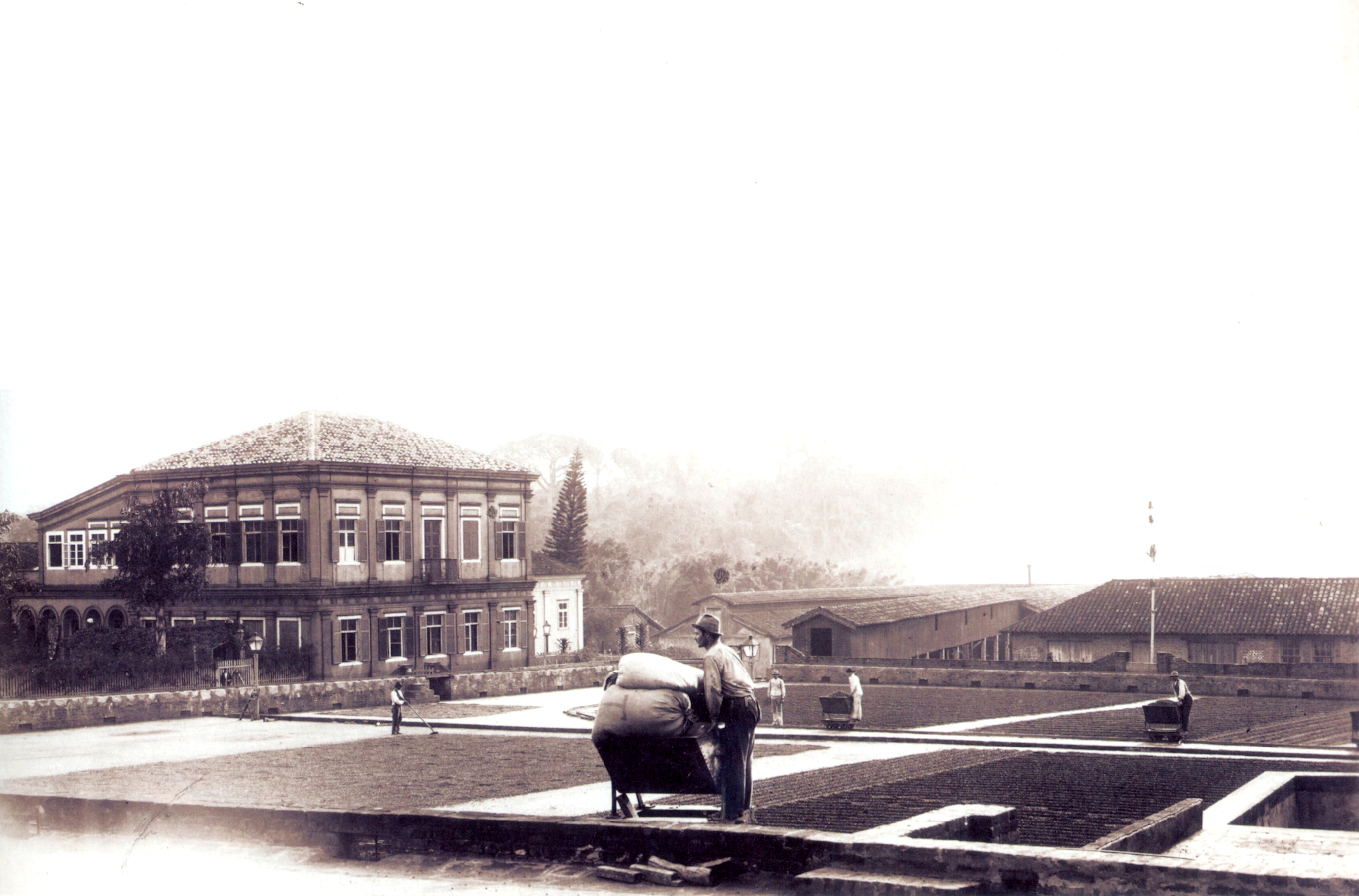
Fazenda Santa Genebra, 1880

Até os 5 ou 6 anos todas as crianças brincam e são educadas juntas. A partir de então, os grupos se separam e o filho homem é estimulado à iniciação sexual precoce, com as escravas, na senzala. Suas atividades sexuais tem, como ganho suplementar, aumentar o rebanho do pai (já que o escravo é visto como mercadoria). Ao mesmo tempo, às filhas mulheres é ocultada toda e qualquer informação com conotação vagamente sexual; muitas só saberão o que é a menstruação quando ocorrer a menarca. A educação feminina, centrada na vigilância, visa formar esposas submissas e mães dedicadas.
Parker demonstrará que os próprios termos, forjados pela cultura, para se referir à genitália, mostrarão o falo como um instrumento de agressão metafórica, uma arma (por exemplo pau, pica, cacete, mastro, vara), e a vulva como um animalzinho (por exemplo, perereca, aranha e baratinha). A "atividade" ou "passividade" são, dentro desta perspectiva, pré-determinados culturalmente.
Criam-se algumas categorias:
1. O pai - homem ativo, proprietário. Ele domina.
2. A mãe - mulher passiva e virtuosa, dona de casa, mantém a ordem.
3. O filho varão - "garanhão", reprodutor, aumenta o "rebanho" do pai; preparado para sucedê-lo como o proprietário e o senhor.
4. As filhas mulheres - criadas para serem esposas e mães.
5. O "veado", a "bicha" (nome vem dos parasitas intestinais, ou do "biche", veado fêmea). Equivalente à mulher virtuosa; é passivo mas mantém a ordem.
6. A "mulher terrível", que ameaça e "desmasculiniza", pois "põe chifres". Ela subverte a ordem.
7. O "corno", o homem que sofre emasculação simbólica, o "desvirilizado", categoria mais abjeta na hierarquia de gêneros.
8. A "sapatão" (ativa) e a "sapatilha"(passiva).

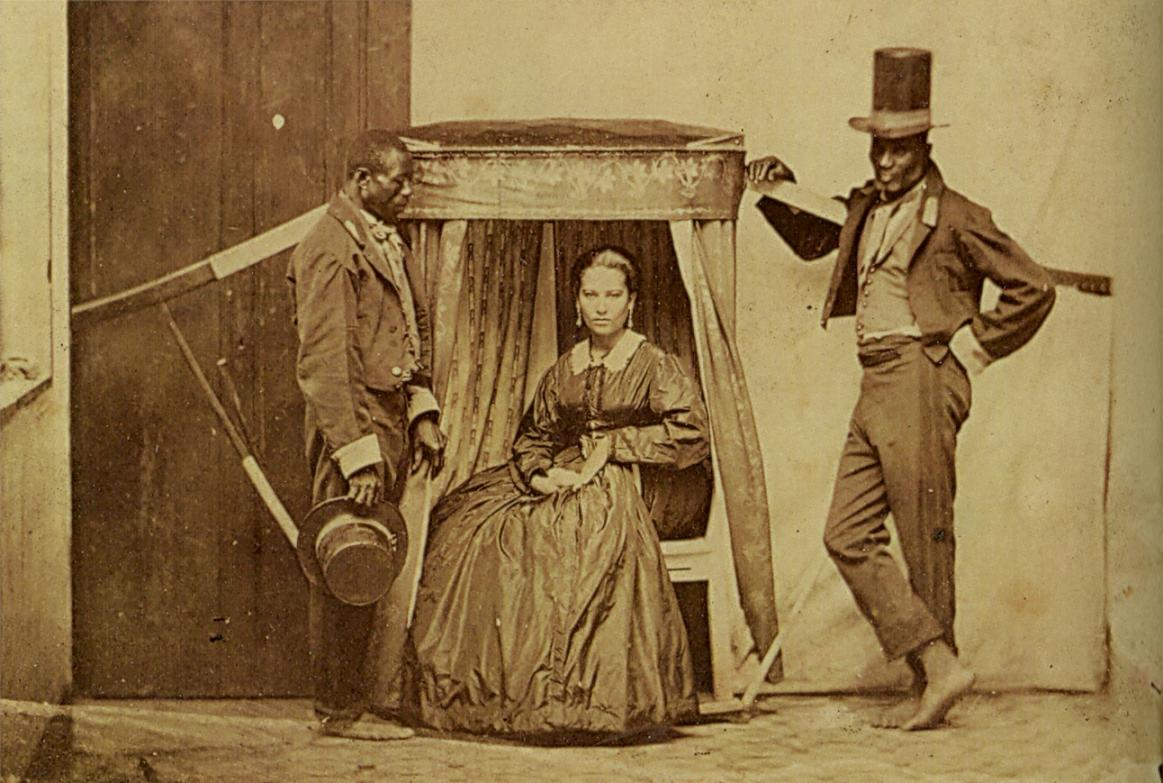
Senhora e escravos, 1860

Em outro momento, o antropólogo afirmará: "acho que muito rapidamente nós conseguimos demonstrar que categorias como homossexual, prostituta, e até homem e mulher são categorias construídas relativas, que têm significados diferenciados em diferentes espaços sociais e culturais."
A hierarquização destes gêneros dá-se inicialmente dentro da tradição do catolicismo "adocicado" da tradição portuguesa, onde o sagrado e o profano são as duas faces de uma mesma moeda e onde a quaresma, só para citar um exemplo, é o período de 40 dias que se sucede ao carnaval. Como vemos, a festa pagã consta, portanto, do calendário da Igreja Católica.
Durante o período colonial ocorreram algumas visitas do Tribunal do Santo Ofício (Inquisição) onde o que se assistiu, muitas vezes, foi o denunciado alimentar a lubricidade do inquisidor, o qual buscava saber, com uma riqueza cada vez maior, detalhes de todos os "pecados da carne" cometidos.
No século XVIII, a ciência sucedeu à religião e os "pecados da carne" passam a ser considerados "patologias" ou "desvios". A partir de meados do século XIX, em nosso país, o discurso médico passa a coexistir com o discurso oficial da Igreja Católica e a medicina herda a tarefa de realizar o "controle social" em nome do Estado, disciplinando os corações e as mentes.
À dispersão da colônia se sucede, no Império, um Estado centralizado, e à formação de uma consciência nacional (patriotismo).
Os médicos higienistas do séc. XIX ressaltam também o modelo matrimonial monogâmico e o sexo como finalidade reprodutiva (sexo como obrigação social para com a pátria, para povoar um território esparsamente ocupado e promover, com gerações saudáveis, o progresso do país).
Ao falar sobre a "carnavalização do mundo" e ao enxergar o carnaval como uma metáfora, irá colocar o leitor em contato com "o maior espetáculo da terra", resgatando as raízes históricas e antropológicas dos festejos de momo.

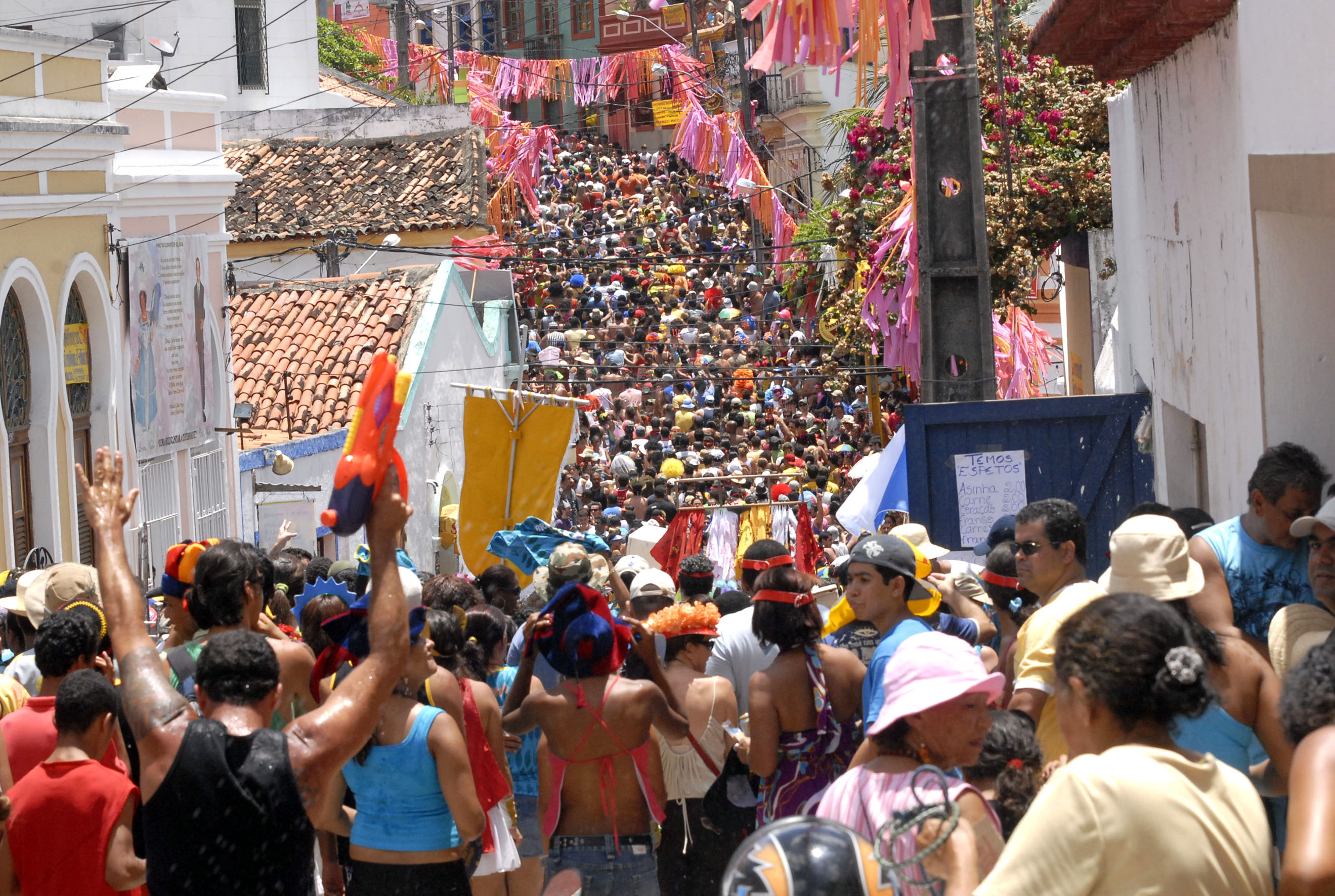
Carnaval de Olinda

Casper Von Barleus foi quem cunhou, em 1660, ao escrever Rerum per octennium in Brasilien, a expressão "ao sul da linha equinocial não se peca", a qual acabou se transformando em "não existe pecado do lado de baixo do equador" em famosa música de carnaval. A moral e a virtude são para os povos do norte, a linha do equador separa o vício da virtude.
"Ultra aequinoxialem non peccati. Esta frase corria a Europa em seguida aos grandes descobrimentos no século XVI, inclusive o Brasil. Em português, ela se tornou conhecida e mesmo popular entre nós depois que virou o primeiro verso de um dos maiores sucessos de Chico Buarque, na voz de Ney Matogrosso, utilizada como tema de novela da TV Globo: Não existe pecado do lado de baixo do Equador... Quem não lembra? Um autor do século XVII, o historiador e teólogo holandês Gaspar von Barlaeus, depois de visitar o Brasil, registrou a frase num livro de viagens que escreveu, fazendo o seguinte comentário: “é como se a linha que divide o mundo separasse também a virtude do vício.” 
O livro de Parker propõe uma nova abordagem crítica da sociedade brasileira, partindo dos mitos de origem.

### Na Contramão da AIDS
“Na Contramão da AIDS” reúne nove textos escritos ao longo de dez anos (1990 a 2000) como parte da tentativa de Richard Parker de compreender a epidemia e os desafios que ela traz para a sociedade. Cada um tem um olhar crítico para as tendências dominantes nas pesquisas, intervenções e políticas com relação ao HIV e à AIDS. De maneira diferente, cada um destes textos indaga o que pode ser descrito como suposições hegemónicas ou dominantes sobre a sexualidade, sobre a prevenção e o tratamento do HIV e da AIDS, bem como as possibilidades para iniciativas técnicas e programas organizados com o objetivo de controlar a epidemia, e sobre a elaboração de iniciativas políticas e o esboço de direitos humanos -  que parecem ter guiado as respostas ao HIV e à AIDS no mundo todo, bem como no Brasil.
Contra a corrente do que parece ser o status quo nas respostas frente à epidemia já naquela ocasião, os artigos enfatizam a necessidade urgente de repensar as hipóteses básicas e de revitalizar a reação contra a AIDS no futuro. No nível mais elementar, sugerem que são falsas as ideias de que a epidemia está cada vez mais sob controle, que a fase de emergência já passou, e que a vitória sobre a AIDS é simplesmente uma questão de maior profissionalismo e coordenação. Muito pelo contrário, indicam que o aumento da profissionalização e coordenação podem de fato ser pouco mais que sinônimos para níveis mais elevados de burocracia e desmobilização.
A publicação oferece um análise crítica das principais tendências que têm caracterizado a resposta frente à AIDS nos últimos anos do século XX, no Brasil e no mundo - uma crítica tanto à tragédia da epidemia fora de controle nos setores mais marginalizados da sociedade quanto à complacência e à desmobilização que parecem ser produzidas cada vez mais pela pretensamente bem-sucedida administração da AIDS.
Os textos tratam de temas polêmicos como os direitos sexuais, a construção social da sexualidade humana, as dimensões políticas das intervenções no campo da saúde coletiva, saúde sexual como uma questão de justiça social, a construção de alianças políticas entre diversos movimentos para a transformação social progressista, as contradições da globalização e as armadilhas da nova ordem mundial no novo milênio. Juntos, ensaiam os primeiros passos para a construção de uma ética, uma política e uma epistemologia da solidariedade como únicas alternativas contra a crescente burocratização da epidemia de AIDS.

### Abaixo do Equador
Neste livro, Richard Parker, desvenda as especificidades da homossexualidade dos brasileiros e o crescimento de comunidades gays no país. Por meio de inúmeros depoimentos, o autor investiga a função de papéis sexuais, a prostituição masculina como vivência da sexualidade e as consequências da epidemia de AIDS no painel do comportamento brasileiro.
Parker desperta questões importantes que desafiam as ideias pré-concebidas sobre desejo entre iguais. O antropólogo analisa, por exemplo, como a velha moralidade do certo e do errado – e da culpa, pecado e castigo – foi substituída pela moralidade das relações humanas. A nova moralidade, por outro lado, desafiou diretamente a ética sexual predominante. Proclamou os prazeres do corpo, defendendo como justa toda e qualquer forma de amor. O que interessa é a satisfação física. Desafiou os preconceitos sexuais, defendendo a aceitação democrática da diferença. Assim, a controvérsia do amor homossexual perdeu sua força.
Baseado em uma longa pesquisa de campo – conduzida por Parker durante mais de quinze anos – “Abaixo do Equador” traça um detalhado painel etnográfico dos múltiplos universos sexuais existentes nas ruas: prostituição masculina, michês, transformistas, produtos e estabelecimentos direcionados ao público gay, direitos de homossexuais e o programa brasileiro de combate à AIDS.
O autor explora as transformações nas identidades sexuais e culturais que tomaram forma no Brasil nas últimas décadas. Parker revela também como gênero, raça, o histórico de colonialismo e a influência de outros países - principalmente Estados Unidos e Europa - contribuíram para construir a identidade homossexual brasileira. E mapeia a epidemia de AIDS no país, mostrando como a doença mudou o perfil e o comportamento dos homossexuais brasileiros.
Parker fala ainda do preconceito existente contra as pessoas que vivem e convivem com o HIV e as conquistas junto ao sistema nacional de saúde. Este trabalho único de pesquisa faz uma comparação para que seja possível contrastar o modo de viver homossexual no Brasil a outros países das Américas do Sul e do Norte, e África.
O autor explica, ainda, porque apenas naqueles anos a homossexualidade brasileira saiu do armário. Segundo ele, esta mudança está vinculada a um crescente e contínuo processo de industrialização e urbanização, em conjunto com a globalização da economia. O livro desmistifica diversas questões: Numa sociedade famosa pelo machismo, a homossexualidade é aceita ou apenas tolerada? A comunidade gay brasileira é unida? Como os homossexuais masculinos se vêem? Como a AIDS afetou a comunidade?

### Culture, Society, and Sexuality
Desde o começo do tempo, as pessoas se interessaram pelo sexo - a forma que leva, o prazer que pode dar, as circunstâncias em que ocorre e o que isso significa - tanto para os indivíduos em questão quanto para a sociedade de forma mais geral. Muitas vezes visto como sinônimo de amor, às vezes como expressão de poder e, infrequentemente, como meio de exploração e abuso, o sexo é um aspecto complexo e multifacetado do comportamento humano que foi escrito por numerosos escritores e teóricos em todo o mundo. Este livro oferece uma introdução aos debates centrais na pesquisa sexual. Assim, entre as questões examinadas estão as dimensões sociais e culturais do sexo, da sexualidade humana e da pesquisa sexual.
Richard Parker reúne e torna acessível uma seleção ampla e internacional de leituras para fornecer informações sobre as dimensões social, cultural, política e econômica da sexualidade e das relações e discursos emergentes em torno dos direitos sexuais e reprodutivos. O livro centra-se, por exemplo, na construção social e cultural da sexualidade como um campo de pesquisa emergente ao longo das últimas décadas. E examina algumas das mais importantes ideias teóricas e áreas de investigação que surgiram à medida que este campo se desenvolveu. “Culture, Society and Sexuality” também relaciona a pesquisa sobre a construção da sexualidade para o gênero e sexualidade em relação a uma ampla gama de questões práticas e debates contemporâneos sobre políticas sociais.
Este livro é recomendado para estudantes, pesquisadores, ativistas, profissionais de saúde e prestadores de serviços que enfrentam diariamente questões práticas e políticas relacionadas à sexualidade, à saúde sexual e aos direitos sexuais.

### Health and Human
A publicação, assinada por Richard Parker, Sonia Corrêa e Rosalind Petchesky, analisa como as rápidas mudanças que ocorreram no início do século XXI – no campo social, cultural, político e econômico – impactaram a sexualidade, a saúde e os direitos humanos. As relações entre homens, mulheres e crianças têm sido alteradas assim como as estruturas familiares tradicionais e as normas de gênero. O que já foi visto como assuntos privados tornou-se público, e uma série de novos movimentos sociais-transexuais, trabalhador sexual, pessoas que vivem com o HIV vieram a público.
“Health and Human” oferece uma análise de vanguarda e as perspectivas teóricas atuais sobre a interface entre a sexualidade, a saúde pública, os direitos humanos, a cultura e o desenvolvimento social. A perspectiva adotada é global e interdisciplinar na qual as necessidades dos países mais pobres recebem status igual aos das nações mais ricas.
Dividido em três partes, o livro apresenta os seguintes temas: 1- Guerras sexuais globais, que propõe o debate sobre a noção de sexualidade, as paisagens políticas internacionalmente, e o retorno do fervor religioso bem como do extremismo; 2 - Desafios da epistemologia e das agendas de pesquisa, que analisa os modernos entendimentos científicos da sexualidade, sua história e o modo como o HIV e a AIDS têm atraído a atenção para a sexualidade; e 3 – As promessas e limites dos direitos sexuais, cujo propósito é discutir as abordagens dos direitos humanos à sexualidade, seus pontos fortes e limitações e novas formas de imaginar a justiça erótica.